# Prosena siberita
Prosena siberita är en tvåvingeart som först beskrevs av Fabricius 1775.  Prosena siberita ingår i släktet Prosena och familjen parasitflugor. Arten är reproducerande i Sverige. Inga underarter finns listade i Catalogue of Life.

## Bildgalleri

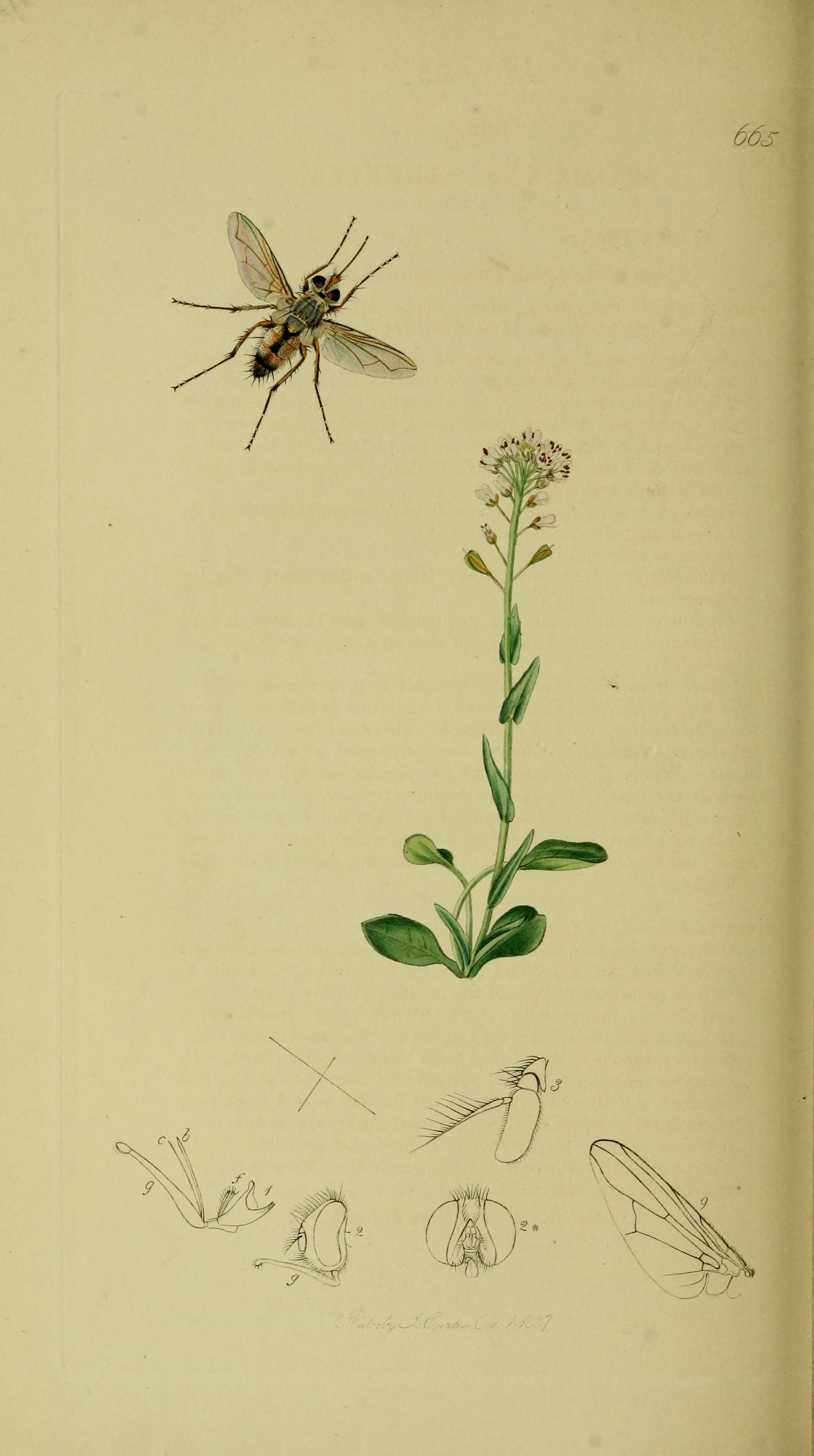